# 山上宗二
山上宗二（1544年－1590年5月19日），桃山時代堺的富商及著名茶人，本姓石川。屋號薩摩、號瓢庵。其子為山上道七（伊勢屋道七）。

## 經歷
身為千利休的高徒，在其門下學習茶道達20年。豐臣秀吉延攬信長的三茶頭千利休、津田宗及、今井宗久後，山上宗二等5人亦受封為「御茶頭八人眾」。
山上宗二對當時上層階級發展出、徒有形式的接待茶道大力抨擊，他曾說過「茶道並非為了茶道而生（茶道のための茶道ではない）」。更瞧不起為了出人頭地而扭曲信念的茶人，其心直口快的性格馬上激怒了秀吉。天正12年（1584年）成為浪人流落到前田利家處。天正14年（1586年）再次得罪秀吉，逃往高野山。天正16年（1588年）時完成著作『山上宗二記』並流傳各地。之後前往小田原城的北條家處仕官。
天正18年（1590年）秀吉發動小田原之戰，做為北條家茶頭的山上宗二秘會千利休，並透過利休向秀吉請罪，但晉見時維護有知遇之恩的北條家家老北條幻庵的行為再次觸怒秀吉，最後遭到削去耳鼻後斬首，享年46。
利休在宗二死後十個月後的天正19年2月13日、同年2月28日亦被迫切腹。

## 評價
留下天正年間堺眾的茶道史的重要史料『山上宗二記』，以及著名的「一期一會」出處的『茶湯者覺悟十體』，山上宗二在茶道界無疑佔有重要地位。對於其師利休亦曾做出｢山を谷、西を東と　茶湯の法度を破り、物を自由にす。但宗易（利休）一人の事は目聞なるに依て、何事も面白し。平人　宗易を其尽似たらは、邪道と云々。茶湯にては有間敷者也。」的尖銳批判。 